# Vito Rallo (arcivescovo)
Vito Rallo (Mazara del Vallo, 30 maggio 1953) è un arcivescovo cattolico italiano, dal 30 giugno 2023 già nunzio apostolico in Marocco.

## Biografia
Nasce a Mazara del Vallo, sede vescovile in provincia di Trapani, il 30 maggio 1953.

### Formazione e ministero sacerdotale
Svolge la formazione spirituale nel seminario vescovile di Mazara del Vallo, nel Pontificio Seminario Romano Maggiore e nel Pontificio Seminario Lombardo. Sempre a Roma compie gli studi filosofici alla Pontificia Università Lateranense e quelli teologici presso la Pontificia Università Gregoriana. Consegue la licenza in teologia morale presso l'Accademia alfonsiana (1980). È laureato in utroque iure.
Il 1º aprile 1979 è ordinato presbitero, nella sua città natale, dal vescovo Costantino Trapani.
Nel 1986 è ammesso come studente presso la Pontificia accademia ecclesiastica, ed entra nel servizio diplomatico della Santa Sede il 20 febbraio 1988, prestando successivamente la propria opera nelle rappresentanze pontificie in Corea, Senegal, Messico, Canada, Libano, Spagna, Burkina Faso e Niger.
Il 27 gennaio 2004 è nominato inviato speciale ed osservatore permanente della Santa Sede presso il Consiglio d'Europa a Strasburgo, incarico che ha mantenuto fino al 2007.

### Ministero episcopale
Il 12 giugno 2007 papa Benedetto XVI lo nomina nunzio apostolico in Burkina Faso e Niger ed arcivescovo titolare di Alba; succede a Mario Roberto Cassari. Il 28 ottobre successivo riceve l'ordinazione episcopale, nella cattedrale del Santissimo Salvatore a Mazara del Vallo, dal cardinale Tarcisio Bertone, co-consacranti il vescovo Domenico Mogavero e l'arcivescovo Séraphin François Rouamba.
Presenta le lettere credenziali al presidente del Burkina Faso il 23 novembre 2007. Nel corso della sua missione in Burkina Faso e Niger, realizza diverse opere di carità, come la costruzione e la successiva consegna, nel 2011, di abitazioni per i lebbrosi sfollati a causa delle inondazioni, la costruzione di pozzi d'acqua, di scuole, centri medici e un centro pediatrico nella capitale Ouagadougou, raccogliendo e donando somme per oltre 1.300.000 euro. Nel 2014 si conclude l'edificazione della nuova sede della nunziatura, da lui progettata. Conclude la sua missione il 15 gennaio 2015.
Il 12 dicembre 2015 papa Francesco lo nomina nunzio apostolico in Marocco; succede al dimissionario Antonio Sozzo.
In un'intervista rilasciata al Giornale di Sicilia il 20 settembre 2016 afferma che il dialogo con l'Islam è possibile e che il Marocco è un esempio di convivenza pacifica tra le varie religioni grazie anche alle iniziative intraprese dal re Muhammad VI del Marocco.
Il 30 giugno 2023 papa Francesco accoglie la sua rinuncia, presentata per raggiunti limiti di età, all'incarico di nunzio apostolico in Marocco.
Oltre all'italiano, conosce l'inglese, lo spagnolo e il francese.

## Genealogia episcopale e successione apostolica
La genealogia episcopale è:
- Cardinale Scipione Rebiba
- Cardinale Giulio Antonio Santori
- Cardinale Girolamo Bernerio, O.P.
- Arcivescovo Galeazzo Sanvitale
- Cardinale Ludovico Ludovisi
- Cardinale Luigi Caetani
- Cardinale Ulderico Carpegna
- Cardinale Paluzzo Paluzzi Altieri degli Albertoni
- Papa Benedetto XIII
- Papa Benedetto XIV
- Cardinale Enrico Enriquez
- Arcivescovo Manuel Quintano Bonifaz
- Cardinale Buenaventura Córdoba Espinosa de la Cerda
- Cardinale Giuseppe Maria Doria Pamphilj
- Papa Pio VIII
- Papa Pio IX
- Cardinale Gustav Adolf von Hohenlohe-Schillingsfürst
- Arcivescovo Salvatore Magnasco
- Cardinale Gaetano Alimonda
- Cardinale Agostino Richelmy
- Vescovo Giuseppe Castelli
- Vescovo Gaudenzio Binaschi
- Arcivescovo Albino Mensa
- Cardinale Tarcisio Bertone, S.D.B.
- Arcivescovo Vito Rallo

La successione apostolica è:
- Arcivescovo Gabriel Sayaogo (2011)
- Vescovo Ollo Modeste Kambou (2012)